# Stefanos Tsitsipas
Stefanos Tsitsipas (tiếng Hy Lạp: Στέφανος Τσιτσιπάς, phát âm [ˈstefanos t͡sit͡siˈpas]; sinh ngày 12 tháng 8 năm 1998) là một vận động viên quần vợt chuyên nghiệp người Hy Lạp. Anh có xếp hạng cao nhất trên bảng xếp hạng Hiệp hội Quần vợt Chuyên nghiệp (ATP) là vị trí số 3 thế giới vào ngày 9 tháng 8 năm 2021 điều này khiến anh trở thành tay vợt người Hy Lạp được xếp hạng cao nhất trong lịch sử. Tsitsipas là nhà vô địch ATP Finals năm 2019, trở thành nhà vô địch trẻ nhất của giẩi đấu cuối năm trong 18 năm. Anh đã giành 12 danh hiệu ATP (bao gồm 3 chức vô địch Masters 1000) và chơi trận chung kết Pháp mở rộng 2021, nơi anh để thua Novak Djokovic sau khi đã thắng 2 séc đầu. Anh cũng lọt vào chung kết Úc mở rộng 2023 và thua Novak Djokovic sau 3 séc.
Sinh ra trong một gia đình có mẹ là tay vợt chuyên nghiệp từng thi đấu cho hệ thống WTA và cha là một giáo viên quần vợt, Tsitsipas cầm vợt từ năm 3 tuổi và được đào tạo bài bản từ năm 6 tuổi. Anh cũng từng là cựu số 1 thế giới ở giải trẻ. Anh cũng là tay vợt người Hy Lạp đầu tiên kể từ Kỷ nguyên Mở giành được một danh hiệu Grand Slam trẻ với chức vô địch nội dung đôi tại Wimbledon 2016.
Tsitsipas giành được trận thắng chuyên nghiệp đầu tiên của ATP vào năm 2017. Năm 2018, anh lọt vào chung kết của 3 giải đấu, và giành được 1 danh hiệu. Với danh hiệu á quân Rogers Cup 2018, anh cũng là người trẻ tuổi nhất đánh bại tới 4 tay vợt top 10 trong một giải đấu. Sau khi giành chức vô địch giải đấu biểu diễn dành cho các tay vợt trẻ Next Gen Finals, Tsitsipas đã lọt vào tới vòng bán kết của Giải quần vợt Úc Mở rộng 2019.

## Cuộc sống
Tsitsipas là con thứ 4, có em trai Petros và Pavlos.

## Sự nghiệp quần vợt

### 2013-2015: Hai lần vào chung kết Orange Bowl
Stefanos kết thúc tại Orange Bowl vào năm 2014 và 2015 khi thua Stefan Kozlov và Miomir Kecmanović.

### 2016: Danh hiệu đôi nam trẻ Wimbledon, vị trí số 1 trẻ và lên chuyên nghiệp
Tsitsipas là cựu số 1 trẻ quần vợt. Anh vô địch giải Trofeo Bonfiglio, giải "Hạng A" ở Milan, Ý. Anh là nhà vô địch đôi nam trẻ tại Giải quần vợt Wimbledon 2016 với Kenneth Raisma, trở thành tay vợt nam thứ 2 vô địch Grand Slam ở tất cả các sự kiện và đầu tiên trong Kỷ nguyên Mở, sau tay vợt nam trong lịch sử người Hy Lạp Nicky Kalogeropoulos, người vô địch đơn nam Pháp Mở rộng 1963 và Wimbledon.

### 2017: Lần đầu Grand Slam, danh hiệu Challenger đầu tiên và Top 100
Anh ra mắt lần đầu Grand Slam ở Giải quần vợt Pháp Mở rộng khi anh đánh bại Thomas Fabbiano, Gleb Sakharov và Oscar Otte ở vòng loại trước khi anh thua chóng vánh Ivo Karlović. Anh đánh bại Santiago Giraldo, Yannick Hanfmann và Joris De Loore tại vòng đấu chính thức Wimbledon, thua chóng vánh một nunuwax trước Dušan Lajović. Tại Next Generation ATP Finals 2017, anh vượt qua vòng loại khi là người thay thế.

### 2018: Bước đột phá và chung kết đầu tiên
Tsitsipas khởi đầu năm tại giải Qatar Mở rộng, khi anh thua ở vòng tứ kết tay vợt top 5 Dominic Thiem. Bức đột phá của anh Giải quần vợt Barcelona Mở rộng khi anh lần đầu tiên vào chung kết giải ATP và đánh bại 4 tay vợt top 10 thế giới, nhất là hạt giống số 3 quen sân đất nện Dominic Thiem. Tuy nhiên, anh thua Rafael Nadal trong trận chung kết. Tsitsipas tiếp tục đấu tại giải Estoril Open, khi anh đánh bại tay vợt thứ 8 trên thế giới Kevin Anderson trước khi thua tay vô địch sau đó là João Sousa ở bán kết.

## Các trận chung kết quan trọng

### Chung kết Grand Slams

#### Đơn: 2 (2 á quân)
| Kết quả | Năm  | Giải đấu        | Mặt sân | Đối thủ        | Tỷ số                        |
| ------- | ---- | --------------- | ------- | -------------- | ---------------------------- |
| Thua    | 2021 | French Open     | Đất nện | Novak Djokovic | 7–6(8–6), 6–2, 3–6, 2–6, 4–6 |
| Thua    | 2023 | Australian Open | Cứng    | Novak Djokovic | 3–6, 6–7(4–7), 6–7(5–7)      |

### Chung kết ATP Finals

#### Đơn: 1 (1 danh hiệu)
| Kết quả | Năm  | Giải đấu           | Mặt sân  | Đối thủ       | Tỷ số                   |
| ------- | ---- | ------------------ | -------- | ------------- | ----------------------- |
| Thắng   | 2019 | ATP Finals, London | Cứng (i) | Dominic Thiem | 6–7(6–8), 6–2, 7–6(7–4) |

### Chung kết Masters 1000

#### Đơn: 7 (3 danh hiệu, 4 á quân)
| Kết quả | Năm  | Giải đấu                | Mặt sân | Đối thủ                     | Tỷ số         |
| ------- | ---- | ----------------------- | ------- | --------------------------- | ------------- |
| Thua    | 2018 | Canadian Open           | Cứng    | Rafael Nadal                | 2–6, 6–7(4–7) |
| Thua    | 2019 | Madrid Open             | Đất nện | Novak Djokovic              | 3–6, 4–6      |
| Thắng   | 2021 | Monte-Carlo Masters     | Đất nện | Andrey Rublev               | 6–3, 6–3      |
| Thắng   | 2022 | Monte-Carlo Masters (2) | Đất nện | Alejandro Davidovich Fokina | 6–3, 7–6(7–3) |
| Thua    | 2022 | Italian Open            | Đất nện | Novak Djokovic              | 0–6, 6–7(5–7) |
| Thua    | 2022 | Cincinnati Open         | Cứng    | Borna Ćorić                 | 6–7(0–7), 2–6 |
| Thắng   | 2024 | Monte-Carlo Masters (3) | Đất nện | Casper Ruud                 | 6–1, 6–4      |

#### Đôi: 1 (1 á quân)
| Kết quả | Năm  | Giải đấu   | Mặt sân | Đồng đội       | Đối thủ              | Tỷ số          |
| ------- | ---- | ---------- | ------- | -------------- | -------------------- | -------------- |
| Thua    | 2019 | Miami Open | Cứng    | Wesley Koolhof | Bob Bryan Mike Bryan | 5–7, 6–7(8–10) |

## Chung kết các giải ATP

### Đơn: 30 (12 danh hiệu, 18 á quân)
| Giải đấu                     |
| ---------------------------- |
| Grand Slam tournaments (0–2) |
| ATP Finals (1–0)             |
| ATP Tour Masters 1000 (3–4)  |
| ATP Tour 500 (1–11)          |
| ATP Tour 250 (7–1)           |

| Mặt sân       |
| ------------- |
| Cứng (6–10)   |
| Đất nện (5–8) |
| Cỏ (1–0)      |

| Kiểu sân          |
| ----------------- |
| Ngoài trời (8–15) |
| Trong nhà (4–3)   |

| Kết quả | Thắng-Thua | Ngày             | Giải đấu                            | Cấp độ       | Mặt sân  | Đối thủ                     | Tỷ số                        |
| ------- | ---------- | ---------------- | ----------------------------------- | ------------ | -------- | --------------------------- | ---------------------------- |
| Á quân  | 0–1        | Th4 năm 2018     | Barcelona Open, Tây Ban Nha         | 500 Series   | Đất nện  | Rafael Nadal                | 2–6, 1–6                     |
| Á quân  | 0–2        | Th8 năm 2018     | Canadian Open, Canada               | Masters 1000 | Cứng     | Rafael Nadal                | 2–6, 6–7(4–7)                |
| Vô địch | 1–2        | Th10 năm 2018    | Stockholm Open, Thụy Điển           | 250 Series   | Cứng (i) | Ernests Gulbis              | 6–4, 6–4                     |
| Vô địch | 2–2        | Th2 năm 2019     | Open 13, Pháp                       | 250 Series   | Cứng (i) | Mikhail Kukushkin           | 7–5, 7–6(7–5)                |
| Á quân  | 2–3        | Th3 năm 2019     | Dubai Championships, UAE            | 500 Series   | Cứng     | Roger Federer               | 4–6, 4–6                     |
| Vô địch | 3–3        | tháng 5 năm 2019 | Estoril Open, Bồ Đào Nha            | 250 Series   | Đất nện  | Pablo Cuevas                | 6–3, 7–6(7–4)                |
| Á quân  | 3–4        | tháng 5 năm 2019 | Madrid Open, Tây Ban Nha            | Masters 1000 | Đất nện  | Novak Djokovic              | 3–6, 4–6                     |
| Á quân  | 3–5        | Th10 năm 2019    | China Open, Trung Quốc              | 500 Series   | Cứng     | Dominic Thiem               | 6–3, 4–6, 1–6                |
| Vô địch | 4–5        | Th11 năm 2019    | ATP Finals, Vương quốc Anh          | ATP Finals   | Cứng (i) | Dominic Thiem               | 6–7(6–8), 6–2, 7–6(7–4)      |
| Vô địch | 5–5        | Th2 năm 2020     | Open 13, Pháp (2)                   | 250 Series   | Cứng (i) | Félix Auger-Aliassime       | 6–3, 6–4                     |
| Á quân  | 5–6        | Th2 năm 2020     | Dubai Championships, UAE            | 500 Series   | Cứng     | Novak Djokovic              | 3–6, 4–6                     |
| Á quân  | 5–7        | Th9 năm 2020     | Hamburg European Open, Đức          | 500 Series   | Đất nện  | Andrey Rublev               | 4–6, 6–3, 5–7                |
| Á quân  | 5–8        | Th3 năm 2021     | Mexican Open, Mexico                | 500 Series   | Hard     | Alexander Zverev            | 4–6, 6–7(3–7)                |
| Vô địch | 6–8        | Th4 năm 2021     | Monte-Carlo Masters, Monaco         | Masters 1000 | Đất nện  | Andrey Rublev               | 6–3, 6–3                     |
| Á quân  | 6–9        | Th4 năm 2021     | Barcelona Open, Tây Ban Nha         | 500 Series   | Đất nện  | Rafael Nadal                | 4–6, 7–6(8–6), 5–7           |
| Vô địch | 7–9        | tháng 5 năm 2021 | Lyon Open, Pháp                     | 250 Series   | Đất nện  | Cameron Norrie              | 6–3, 6–3                     |
| Á quân  | 7–10       | Th6 năm 2021     | French Open, Paris, Pháp            | Grand Slam   | Đất nện  | Novak Djokovic              | 7–6(8–6), 6–2, 3–6, 2–6, 4–6 |
| Á quân  | 7–11       | Th2 năm 2022     | Rotterdam Open, Hà Lan              | 500 Series   | Cứng (i) | Félix Auger-Aliassime       | 4–6, 2–6                     |
| Vô dịch | 8-11       | Th4 năm 2022     | Monte-Carlo Masters, Monaco (2)     | Masters 1000 | Đất nện  | Alejandro Davidovich Fokina | 6–3, 7–6(7–3)                |
| Á quân  | 8–12       | tháng 5 năm 2022 | Italian Open, Ý                     | Masters 1000 | Đất nện  | Novak Djokovic              | 0–6, 6–7(5–7)                |
| Vô địch | 9–12       | Th6 năm 2022     | Mallorca Championships, Tây Ban Nha | 250 Series   | Cỏ       | Roberto Bautista Agut       | 6–4, 3–6, 7–6(7–2)           |
| Á quân  | 9–13       | Th8 năm 2022     | Cincinnati Masters, Mỹ              | Masters 1000 | Cứng     | Borna Ćorić                 | 6–7(0–7), 2–6                |
| Á quân  | 9–14       | Th10 năm 2022    | Astana Open, Kazakhstan             | 500 Series   | Cứng (i) | Novak Djokovic              | 3–6, 4–6                     |
| Á quân  | 9–15       | Th10 năm 2022    | Stockholm Open, Thụy Điển           | 250 Series   | Cứng (i) | Holger Rune                 | 4–6, 4–6                     |
| Á quân  | 9–16       | Th1 năm 2023     | Australian Open, Australia          | Grand Slam   | Cứng     | Novak Djokovic              | 3–6, 6–7(4–7), 6–7(5–7)      |
| Á quân  | 9–17       | Th4 năm 2023     | Barcelona Open, Tây Ban Nha         | 500 Series   | Đất nện  | Carlos Alcaraz              | 3–6, 4–6                     |
| Vô địch | 10–17      | Th8 năm 2023     | Los Cabos Open, Mexico              | 250 Series   | Cứng     | Alex de Minaur              | 6–3, 6–4                     |
| Vô địch | 11–17      | Th4 năm 2024     | Monte-Carlo Masters, France (3)     | Masters 1000 | Đất nện  | Casper Ruud                 | 6–1, 6–4                     |
| Á quân  | 11–18      | Th4 năm 2024     | Barcelona Open, Tây Ban Nha         | 500 Series   | Đất nện  | Casper Ruud                 | 5–7, 3–6                     |
| Vô địch | 12–18      | Th2 năm 2025     | Dubai Tennis Championships, UAE     | 500 Series   | Cứng     | Félix Auger-Aliassime       | 6–3, 6–3                     |

### Đôi: 3 (2 danh hiệu, 1 á quân)
| Giải đấu                     |
| ---------------------------- |
| Grand Slam tournaments (0–0) |
| ATP Finals (0–0)             |
| ATP Tour Masters 1000 (0–1)  |
| ATP Tour 500 (1–0)           |
| ATP Tour 250 (1–0)           |

| Mặt sân       |
| ------------- |
| Cứng (2–1)    |
| Đất nện (0–0) |
| Cỏ (0–0)      |

| Kiểu sân         |
| ---------------- |
| Ngoài trời (1–1) |
| Trong nhà (1–0)  |

| Kết quả | Thắng-Thua | Ngày          | Giải đấu             | Cấp độ       | Mặt sân  | Đồng đội         | Đối thủ                           | Tỷ số                 |
| ------- | ---------- | ------------- | -------------------- | ------------ | -------- | ---------------- | --------------------------------- | --------------------- |
| Á quân  | 0–1        | Th3 năm 2019  | Miami Open, Mỹ       | Masters 1000 | Cứng     | Wesley Koolhof   | Bob Bryan Mike Bryan              | 5–7, 6–7(8–10)        |
| Vô dịch | 1–1        | Th2 năm 2022  | Mexican Open, Mexico | 500 Series   | Cứng     | Feliciano López  | Marcelo Arévalo Jean-Julien Rojer | 7–5, 6–4              |
| Vô địch | 2–1        | Th10 năm 2023 | European Open, Bỉ    | 250 Series   | Cứng (i) | Petros Tsitsipas | Ariel Behar Adam Pavlásek         | 6–7(5–7), 6–4, [10–8] |

### ATP Challengers và ITF Futures

#### Đơn: 11 (6 danh hiệu, 5 á quân)
| Giải đấu              |
| --------------------- |
| ATP Challengers (1–3) |
| ITF Futures (5–2)     |

| Danh hiệu theo mặt sân |
| ---------------------- |
| Cứng (2–2)             |
| Đất nện (4–3)          |
| Cỏ (0–0)               |

| Kết quả | Số thứ tự | Ngày                      | Giải đấu                        | Mặt sân | Đối thủ                | Tỷ số                   |
| ------- | --------- | ------------------------- | ------------------------------- | ------- | ---------------------- | ----------------------- |
| Á quân  | 1.        | ngày 1 tháng 11 năm 2015  | Heraklion, Hy Lạp               | Cứng    | Steven Diez            | 2–6, 0–6                |
| Vô địch | 1.        | ngày 22 tháng 11 năm 2015 | Nicosia, Đảo Síp                | Cứng    | Alexandre Folie        | 2–6, 6–4, 6–2           |
| Vô địch | 2.        | ngày 16 tháng 4 năm 2016  | Santa Margherita di Pula, Ý     | Đất nện | Erik Crepaldi          | 6–3, 6–1                |
| Vô địch | 3.        | ngày 14 tháng 5 năm 2016  | Santa Margherita di Pula, Ý     | Đất nện | Casper Ruud            | 6–3, 6–7(2–7), 7–6(7–2) |
| Vô địch | 4.        | ngày 28 tháng 5 năm 2016  | Lecco, Ý                        | Đất nện | Marco Bortolotti       | 7–6(10–8), 7–6(7–3)     |
| Á quân  | 2.        | ngày 16 tháng 7 năm 2016  | Kramsach, Áo                    | Đất nện | Yannick Hanfmann       | 4–6, 4–6                |
| Vô địch | 5.        | ngày 2 tháng 10 năm 2016  | Oliveira de Azemeis, Bồ Đào Nha | Cứng    | Yannick Mertens        | 6–3, 4–6, 6–2           |
| Á quân  | 3.        | ngày 8 tháng 10 năm 2016  | Mohammedia, Ma rốc              | Đất nện | Gerald Melzer          | 6–3, 3–6, 2–6           |
| Á quân  | 4.        | ngày 15 tháng 10 năm 2016 | Casablanca, Ma rốc              | Đất nện | Maxime Janvier         | 4–6, 0–6                |
| Vô địch | 6.        | ngày 10 tháng 9 năm 2017  | Genoa, Ý                        | Đất nện | Guillermo García López | 7–5, 7–6(7–2)           |
| Á quân  | 5.        | ngày 29 tháng 10 năm 2017 | Brest, Pháp                     | Cứng    | Corentin Moutet        | 2–6, 6–7(8–10)          |

#### Đôi: 9 (6 danh hiệu, 3 á quân)
| Giải đấu              |
| --------------------- |
| ATP Challengers (0–1) |
| ITF Futures (6–2)     |

| Danh hiệu theo mặt sân |
| ---------------------- |
| Cứng (6–1)             |
| Đất nện (0–2)          |
| Cỏ (0–0)               |

| Kết quả Số thứ tự | Ngày | Giải đấu                  | Mặt sân                         | Đồng đội | Đối thủ                 | Tỷ số                                   |                             |
| ----------------- | ---- | ------------------------- | ------------------------------- | -------- | ----------------------- | --------------------------------------- | --------------------------- |
| Vô địch           | 1.   | ngày 2 tháng 5 năm 2015   | Heraklion, Hy Lạp               | Cứng     | Alexandros Jakupovic    | Danilo Petrović Ilija Vučić             | 6–3, 3–6, [10–7]            |
| Vô địch           | 2.   | ngày 7 tháng 11 năm 2015  | Heraklion, Hy Lạp               | Cứng     | Konstantinos Economidis | Alexander Lazov Dominik Süč             | 6–2, 6–2                    |
| Vô địch           | 3.   | ngày 14 tháng 11 năm 2015 | Heraklion, Hy Lạp               | Cứng     | Konstantinos Economidis | Alexander Centenari Sami Reinwein       | w/o                         |
| Vô địch           | 4.   | ngày 2 tháng 4 năm 2016   | Heraklion, Hy Lạp               | Cứng     | Konstantinos Economidis | Petr Michnev Vaclav Safranek            | 4–6, 7–6(8–6), [10–5]       |
| Vô địch           | 5.   | ngày 30 tháng 4 năm 2016  | Heraklion, Hy Lạp               | Cứng     | Konstantinos Economidis | Srinayan Nuvvala Bruno Savi             | 7–6(7–5), 6–7(6–8), [13–11] |
| Á quân            | 1.   | ngày 13 tháng 5 năm 2016  | Santa Margherita di Pula, Ý     | Đất nện  | Petros Tsitsipas        | Franco Agamenone Mateo Nicolás Martínez | 2–6, 2–6                    |
| Á quân            | 2.   | ngày 13 tháng 5 năm 2016  | Oliveira de Azemeis, Bồ Đào Nha | Cứng     | Lorenzo Frigerio        | Nuno Deus João Domingues                | 6–7(7–9), 1–6               |
| Vô địch           | 6.   | ngày 2 tháng 9 năm 2016   | Calgary, Canada                 | Cứng     | Tim van Rijthoven       | Hans Hach Verdugo Jose Statham          | 6–4, 2–6, [13–11]           |
| Á quân            | 3.   | ngày 23 tháng 7 năm 2017  | Scheveningen, Hà Lan            | Đất nện  | Jozef Kovalík           | Sander Gillé Joran Vliegen              | 2–6, 6–4, [10–12]           |

### Chung kết giải trẻ Grand Slam

#### Đôi: 1 (1 danh hiệu)
| Kết quả | Năm  | Giải đấu  | Mặt sân | Đồng đội       | Đối thủ                                | Tỷ số         |
| ------- | ---- | --------- | ------- | -------------- | -------------------------------------- | ------------- |
| Thắng   | 2016 | Wimbledon | Cỏ      | Kenneth Raisma | Félix Auger-Aliassime Denis Shapovalov | 4–6, 6–4, 6–2 |